# Neomys
A Neomys az emlősök (Mammalia) osztályának Eulipotyphla rendjébe, ezen belül a cickányfélék (Soricidae) családjába és a vörösfogú cickányok (Soricinae) alcsaládjába tartozó nem.

## Előfordulásuk
A Neomys-fajok előfordulási területe Európában és Ázsiában található meg.

## Rendszerezés
A nembe az alábbi 3 élő faj tartozik:
- Miller-vízicickány (Neomys anomalus) Cabrera, 1907
- közönséges vízicickány (Neomys fodiens) (Pennant, 1771) - típusfaj
- Neomys teres Miller, 1908